# Schendyla monodi
Schendyla monodi är en mångfotingart som först beskrevs av Henri W. Brölemann 1924.  Schendyla monodi ingår i släktet Schendyla och familjen småjordkrypare.
Artens utbredningsområde är:
- Frankrike.
- Spanien.

Inga underarter finns listade i Catalogue of Life.